# 孫貝
孫貝（葡萄牙語：Sumbe）是安哥拉中西部的城市，也是南廣薩省的首府，位於海平面，氣候乾旱，每年平均降雨量470毫米，居民主要從事捕魚業和小規模養殖，人口約26,00。